# NGC 1539/1
NGC 1539/1 је галаксија у сазвежђу Бик која се налази на NGC листи објеката дубоког неба.
Деклинација објекта је + 26° 49' 39" а ректасцензија 4h 19m 1,9s. Привидна величина (магнитуда) објекта NGC 1539 износи 14,6 а фотографска магнитуда 15,6. NGC 15391 је још познат и под ознакама CGCG 488-1, 5ZW 373, PGC 14852.